# Herkules (harmadik évad)
A Herkules című tévésorozat 3. évadának epizódjai

## Epizódok
| #   | Epizód eredeti címe                | Eredeti bemutató   | Epizód magyar címe          |
| --- | ---------------------------------- | ------------------ | --------------------------- |
| 1.  | Mercenary                          | 1996. október 7.   | Bérgyilkos                  |
| 2.  | Doomsday                           | 1996. október 7.   | Utolsó ítélet               |
| 3.  | Love Takes a Holiday               | 1996. október 21.  | Szerelem-csütörtök          |
| 4.  | Mummy Dearest                      | 1996. október 28.  | Drága múmiám                |
| 5.  | Not Fade Away                      | 1996. november 4.  | Ne halkulj el!              |
| 6.  | Monster Child in the Promised Land | 1996. november 4.  | Szörnyecske te drága        |
| 7.  | The Green-Eyed Monster             | 1996. november 11. | A zöld-szemű szörny         |
| 8.  | Prince Hercules                    | 1996. november 25. | Herkules herceg             |
| 9.  | A Star to Guide them               | 1996. december 21. | Egy csillag vezérelje őket  |
| 10. | The Lady and the Dragon            | 1997. január 20.   | A nő és a sárkány           |
| 11. | Long Live the King                 | 1997. február 1.   | Éljen soká a király         |
| 12. | Surprise                           | 1997. február 3.   | Meglepetés                  |
| 13. | Encounter                          | 1997. február 10.  | Szörnyszülött               |
| 14. | When a Man Loves a Woman           | 1997. február 17.  | Ha egy férfi szeret egy nőt |
| 15. | Judgement Day                      | 1997. február 17.  | Ítéletnap                   |
| 16. | The Lost City                      | 1997. március 3.   | Az elveszett város          |
| 17. | Les Contemptibles                  | 1997. április 14.  | A semmirekellők             |
| 18. | Reign of Terror                    | 1997. április 14.  | A rémület uralma            |
| 19. | The End of a Beginning             | 1997. április 21.  | A kezdet vége               |
| 20. | War Bride                          | 1997. április 28.  | Hadi Menyasszony            |
| 21. | A Rock and a Hard Place            | 1997. május 5.     | Szikla és keménység         |
| 22. | Atlantis                           | 1997. május 12.    | Atlantisz                   |

## 03-01: Bérgyilkos
- Eredeti bemutató: 1996. október 7.
- Írta: Robert Bielak
- Rendezte: Michael Hurst

Herkules egy bérgyilkost, Derkus Petrorikust kísérte épp a börtönhajón Spártába, amikor a viharos tengeren hajótörést szenvednek. A lakatlan sziget, ahol partot érnek, azonban mégsem volt olyan lakatlan. Nem volt elég, hogy kalózok kísérték őket, ráadásul a föld mélyében hatalmas szörnyek laktak. A harc és a küzdelem összekovácsolta őket, olyannyira, hogy Derkus megígérte, nem szökik meg.

## 03-02: Utolsó ítélet
- Eredeti bemutató: 1996. október 7.
- Írta: Brian Herskowitz
- Rendezte: Michael Lange

Hercules Euboea-ba utazik, hogy ott meglátogassa régi barátját Daedalus-t, a zseniális feltalálót, aki fia halálát gyászolja. Az odafelé vezető úton egy csoport katonával kénytelen megküzdeni, mivel azok megtámadtak egy védtelen falut azzal a hatalmas nyílpuskával, amit Daedalus készített Nikolos királynak. Nem sokkal később megérkezik barátjához, akinek bebizonyítja, hogy Nikolos arra használja Daedalus találmányait, hogy azokkal terrorizálja védtelen alattvalóit. Hamarosan maga Hercules is arra kényszerül, hogy barátja egyik legveszélyesebb találmányával küzdjön meg. Ez pedig az óriás Megalith, ami hatalmas kőből készült öklökkel és lábakkal ellátott szerkezet. Amikor Daedalus megtudja, hogy Nikolos és emberei Hercules ellen használták találmányát, megpróbálja elpusztítani a laboratóriumát. Ez a kísérlete azonban sikertelen, hiszen Nikolos katonái megakadályozzák ebben, megkaparintva a Megalith fejlettebb változatát, ami az eddigiek mellett egy még halálosabb fegyverrel is el van látva: képes hatalmas tűzlabdákat kilőne. Nikolos rettegésben tartott alattvalóinak egyetlen reménye az, hogy Herculesnek esetleg sikerül legyőzni ezt a gépet...

## 03-03: Szerelem-csütörtök
- Eredeti bemutató: 1996. október 21.
- Írta: Gene O'Neill és Noreen Tobin
- Rendezte: Charlie Haskell

Ioles arra próbálja meg rávenni Afroditét, hogy az térjen vissza eredeti tevékenységéhez, amit mint a szerelem istennője töltött be. Eközben a férfi Herkules segítségével megpróbálja kiszabadítani elrabolt nagyanyját, Leandrát. Az asszony kiszabadítása során a két férfinek szembe kell szállni Hephaestus-szal és annak gonosz embereivel...

## 03-04: Drága múmiám
- Eredeti bemutató: 1996. október 28.
- Írta: Melissa Rosenberg
- Rendezte: Anson Williams

Anuket, az egyiptomi hercegnő azt parancsolja Herculesnek, hogy segítsen neki megtalálni egy ellopott múmiát. Hercules azonban nincsen hozzászokva, hogy arrogáns módon utasítgassák, s ezért elutasítja a hercegnőt. Hamarosan megtudja, hogy a hercegnő félelme nem volt alaptalan. A múmia ugyanis felébredt és emberi életre éhes. Ez az, arra készteti a hőst, hogy a hercegnő segítségével a múmia nyomába eredjen. Az élőhalott üldözésében azonban nem csak ő, hanem a gonosz varázsló Sokar is meg akarja azt találni. Sokar ugyanis fel akarja használni a múmia képességeit arra, hogy megszerezze a fáraó trónját...

## 03-05: Ne halkulj el!
- Eredeti bemutató: 1996. november 4.
- Írta: John Schulian és Christian Williams
- Rendezte: T.J. Scott

Ioles halálos sebet kap, miközben Héra legújabb teremtményével, a tűzből álló szörnyeteggel küzd. A szörny valódi célja nem Ioles, hanem Herkules elpusztítása. Herkules azonban nem hajlandó beletörődni barátja halálába. Ezért keresi fel Hádészt, arra kérve az alvilág istenét, hogy keltse életre őt. Hádész ebbe bele is egyezik, azzal a feltétellel, hogy előbb Herkulesnek le kell győznie Héra szörnyetegét. A szörnyeteget azonban csak másik, hozzá hasonló lény tudja legyőzni. Azt viszont már senki sem tudja pontosan, hogy ő hol található...

## 03-06: Szörnyecske te drága
- Eredeti bemutató: 1996. november 4.
- Írta: John Schulian
- Rendezte: John T. Kretchmer

Echidna újra babát vár, amit ő és Typhon meg akarnak tartani, nehogy veszélyes szörny váljék belőle. De egy tolvaj elrabolja a bébit kiadva magát Herkules egyik barátjának, ezért Herkules and Typhon útra kelnek a kis Obie megmentésére.

## 03-07: A zöld-szemű szörny
- Eredeti bemutató: 1996. november 11.
- Írta: Steven Baum
- Rendezte: Charles Braverman

Herkulest véletlenül eltalálja Cupido nyila és beleszeret Psychébe, egy gyönyörű nőbe, Cupido szerelmébe. Erre Cupido féltékeny lesz, és Hérához folyamodik, aki egy zöld-szemű szörnyet küld Cupido "segítségére".

## 03-08: Herkules herceg
- Eredeti bemutató: 1996. november 25.
- Írta: Robert Bielak és Brad Carpenter
- Rendezte: Charles Siebert

Kastus királynője, Parnassa, Hérához fordul segítségért, hogy az isten támogassa őt abban, hogy fia halála után, megfelelő utódot találjon a trónra. Héra Herkulest küldi oda, ám még mielőtt az odaérne, az isten elveszi Herkules emlékezetét. S ha Herkules az őszi napfordulókor felesküszik a trónra, örökre Héra rabszolgájává válik. Egyedül Iolesre számíthat, aki természetesen megpróbál barátján segíteni, ám az ügy egyáltalán nem bizonyul egyszerűnek...

## 03-09: Egy csillag vezérelje őket
- Eredeti bemutató: 1996. december 21.
- Írta: John Schulian és Brian Herskowitz
- Rendezte: Michael Levine

A delphoi jósnő arra figyelmezteti Polonius királyt, hogy utódja olyan gyermek lesz, aki nem az ő családjából való. A király elhatározza, hogy megakadályozza ezt, és azt a parancsot adja katonáinak, hogy az országában lakó összes fiúgyermeket vigyék a palotájába. Hamarosan azonban Herkules és Ioles is belekeveredik az ügybe, ugyanis a gyermekeiket féltő, menekülő családokkal találkoznak útközben. Miután megtudják, hogy mi történik az országban, Herkules és Ioles elhatározzák, hogy segítenek az elesett embereknek, felvéve a harcot Poloniusszal, a már-már megőrülő kegyetlen hadúrral...

## 03-10: A nő és a sárkány
- Eredeti bemutató: 1997. február 1.
- Írta: Eric Estrin és Michael Berlin
- Rendezte: Oley Sassone

Cynea arra használja a szépségét, hogy embereket vegyen rá, hogy neki harcoljanak a sárkánnyal, Braxusszel miközben nem tudják, hogy Braxus szolgálja Cynea szeretője Adamis, és az aztán kiválasztott bajnoka Iolaus.

## 03-11: Éljen soká a király
- Eredeti bemutató: 1997. február 1.
- Írta: Sonny Gordon és Patricia Manney
- Rendezte: Timothy Bond

Oresztész király nagy álma, hogy létrejöjjön egy szervezet, melyben a többi ország királyai közösen tudják megbeszélni gondjaikat. A szervezetet a Királyok Ligája névre keresztelné. A gonosz Xenon király azonban mindent elkövet a Liga létrejöttének megakadályozása érdekében, s ezért megöleti Oresztészt. Így Herkulesnek jut a szerep, hogy meggyőzze a királyokat a Liga fontosságáról s közben legyőzze Xenont, aki most vele akar végezni...

## 03-12: Meglepetés
- Eredeti bemutató: 1997. február 3.
- Írta: Alex Kurtzman
- Rendezte: Oley Sassone

Herkules születésnapjára különleges ajándékot kap Hérától. Cacystát egy napra felhozza az alvilágból, azért hogy ölje meg Herkulest és akkor ehet a halhatatlanság fájáról.

## 03-13: Szörnyszülött
- Eredeti bemutató: 1997. február 10.
- Írta: Jerry Patrick Brown
- Rendezte: Charlie Haskell

Herkules és Ioles ezúttal nagyon veszélyes kalandba bocsátkozik. Meg akarják menteni ugyanis az utolsó létező aranysutát. Erre a különleges fajra az emberek gátlás nélkül vadásznak már ősidők óta, mert rettentő gonosznak tartják. Emiatt az aranysuta is meglehetősen barátságtalanná vált az idők folyamán s minden embert esküdt ellenségének tart. A helyszínre érkező Iolest meg is mérgezi mielőtt az elmondhatná mit akar tőle...

## 03-14: Ha egy férfi szeret egy nőt
- Eredeti bemutató: 1997. február 17.
- Írta: Gene O'Neill és Noreen Tobin
- Rendezte: Charlie Haskell

Herkules megkéri Serena kezét. Amikor Serena el akarja mondani neki, hogy igen, egy halandó megérinti őt és AranySutává változik a lakosok szeme láttára. Iolesnek rossz érzése támad Herkules döntése miatt. Herkules a Túlvilágba megy, hogy elmesélje Deianeiranak az újraházasodását, de rosszul fogadja a híreket. Az istenek döntenek a házasság felől, Herkulesnek és Serénának teljesen halandóvá kell válni...

## 03-15: Ítéletnap
- Eredeti bemutató: 1997. február 17.
- Írta: Robert Bielak
- Rendezte: Gus Trikonis

Serénával, az AranySutával Herkules boldogan él, ám hamar Ares és Zűr céltáblája lesz szerelmük. Zűr az éj leple alatt, míg Orfeusz álmot bocsát rájuk, megöli Serénát és ezzel Herkules önmagát vádolja. A falu meg akarja lincselni, s ezt csak Xena tudja meghiúsítani, míg ki nem derül az igazság. Ezt Zeusz is hallani akarja, maga Zűr árulja el büszkén a történteket. Zeusz már csak az erejét tudja visszaadni fiának, Serénát nem.

## 03-16: Az elveszett város
- Eredeti bemutató: 1997. március 3.
- Írta: Robert Bielak
- Rendezte: Charlie Haskell

Ioles és Maria a bűnözők földjére tévedtek. Ioles unokahúgát keresi, Maria pedig az idegeneket, akikkel riportot akar készíteni a Star Globusba. Egy véletlen során egy földalatti városba találják magukat, melyet Cameron irányít. Istenük pedig Lorel, aki még gyermek. Aranyat bányásznak, melyet élelmiszerre cserélnek. Mindenki boldog kivéve Cameront. Ioles felfedezi, hogy az embereket a lotus levelének nedvével bódítják el, attól lesznek engedelmesek. Továbbá még az is kiderül, hogy Cameron nem más, mint a teszáliai hentes...

## 03-17: A semmirekellők
- Eredeti bemutató: 1997. április 14.
- Írta: Brian Herskowitz
- Rendezte: Charlie Haskell

Lady Duwalle társaságában utazik Francoi, aki felfedi, hogy ő a hős, a Satreux-i Róka, ki a pór nép felszabadításáért küzd. Fogadást kötnek, hogy az egyszerű emberekből lelkesítő szavakkal és történetekkel Francoi képes hőst csinálni. Jean Pierre és Robert egyszerű útonállók, akik Francoi-val összefogva a Lady pénzét akarják csupán, nem az ő forradalmát. Ám kiderül, hogy Lady DuWalle a róka és közös ellenségük Gerrard kapitány, a király katonája és hű embere.

## 03-18: A rémület uralma
- Eredeti bemutató: 1997. április 14.
- Írta: John Kirk
- Rendezte: Rodney Charters

Egeus király zavart elméjű. Azt hiszi, hogy ő Zeusz, ezért átépítette Aphrodité templomát Hérának, sőt az állatokat is felszabadította. Herkules megpróbál segíteni az embereken, a katonákon és természetesen Aphroditén is. Héra azonban örvend a bolond királynak. Sőt hatalmat is ad neki, hogy megölje Herkulest...

## 03-19: A kezdet vége
- Eredeti bemutató: 1997. április 21.
- Írta: Paul Robert Coyle
- Rendezte: James Whitmore Jr.

Autolycus ellop egy hőn kívánt tárgyat, a Kronosz Kövét, amivel eléri, hogy ő és Herkules visszautaznak a múltba. Autolycus felfedezi a fiatalabb önmagát ahogy próbálja ellopni a követ, és mindketten úgy döntenek, hogy együttműködnek. Másfelől, Hercules megtalálja Serena halott nővérét, közben Árésszal és kísérletekkel néz szembe...

## 03-20: Hadi menyasszony
- Eredeti bemutató: 1997. április 28.
- Írta: Adam Armus és Nora Kay Foster
- Rendezte: Kevin Sorbo

Amikor Melissa hercegnőt elrabolják az esküvője napján, amikor egybekelne Gordius herceggel, Herkulesnek meg kell mentenie őt és meg kell akadályoznia egy háborút.

## 03-21: Szikla és keménység
- Eredeti bemutató: 1997. május 5.
- Írta: Alex Kurtzman és Roberto Orci
- Rendezte: Robert Trebor

Cassus egy gyanúsított gyilkos, menekül Herkules és a falusiak elől. Menedéket talál egy elhagyott bányában, majd egy barlangban köt ki. Csapdába esik és súlyosan megsérül. A gyilkosság többféle kimenetelét meséli el, de Herkules próbál neki segíteni bevallani az igazságot és kibékíteni a fiával. Eközben a falusiak Cassus-t várják haza és egy rendezvényen akarnak vele végezni...

## 03-22: Atlantisz
- Eredeti bemutató: 1997. május 12.
- Írta: Alex Kurtzman és Roberto Orci
- Rendezte: Gus Trikonis

Cassandrának, Atlantisz egy lakosának álmai vannak, hogy megsemmisítik a hazáját, és egy rejtélyes ember megmenti őt. Amikor a strandon egy zátonyon tér magához, Herkulest, az álmaiból származó embernek ismeri fel. Herkules meggyőzi őt, hogy figyelmeztesse a többi atlantiszit a katasztrófáról de nem hisznek neki. Cassandra közli a királlyal a hírt, de ő sem hisz neki. Elfogatóparancsot intéz Cassandra ellen. Az igazi kaland csak ezután következik...